# دائرة انتخابات كونداركي
دائرة انتخابات كونداركي (بالإنجليزية: Kundarki Assembly constituency): هي إحدى الدوائر الانتخابية الـ 403 للجمعية التشريعية لأتر برديش في الهند، وهي جزء من منطقة مراد آباد.